# Ujváry Gábor
Ujváry Gábor (Budapest, 1960. november 24. –) Magyar Érdemrend Lovagkereszt díjas történész, levéltáros.

## Életpályája
1975–1979 között a budapesti József Attila Gimnáziumban tanult. 1979–1984 között az ELTE BTK magyar nyelv és irodalom – történelem szakos, 1987–1990 között a levéltár szakos hallgatója. 1984–1985-ben az Országos Széchényi Könyvtárban dolgozott könyvtárosként. 1987–1991 között az Eötvös Loránd Tudományegyetem Szaklevéltárának főlevéltárosa, majd megbízott igazgatója. 1991–1992-ben a Művelődési és Közoktatási Minisztérium fogalmazója, 1992–1994 között a Magyar Országos Levéltár főlevéltárosa.
1994–1998 között a bécsi Collegium Hungaricum tudományos igazgatóhelyettese, majd 2000–2002 között tudományos igazgatója. 2002–2004-ben a Balassi Bálint Intézet főigazgatója. 2004–2013 között a Kodolányi János Főiskola docense, 2005-től főiskolai tanára, 2012–2013-tól tanszékvezető főiskolai tanára, 2010–2012 között tudományos rektorhelyettese. 
2013–2017 között az MTA BTK Történettudományi Intézete tudományos főmunkatársa, közben 2014-től a VERITAS Történetkutató Intézet és Levéltár tudományos főmunkatársa és kutatócsoport-vezetője. 2018-tól a Kodolányi János Egyetem Emlékezetpolitikai és Történetírás-kutató Intézet Történetírás-kutató Tanszékének vezetője.
1997-ben a történelemtudomány kandidátusa (CSc) fokozatot szerzett. 2006-ban a történelemtudomány habilitált doktora (ELTE) címet szerzett.

### Családja
Szülei: Éber Zsuzsanna és Ujváry Lajos festőművész, képzőművészeti tanár. Felesége Császtvay Tünde irodalomtörténész. Lánya Ujváry Anna.

## Munkássága
Fő kutatási területe a 20. századi magyar kulturális politika története, a magyar–osztrák és magyar–német kulturális kapcsolatok a 20. században, a magyar kulturális külpolitika története, a 20. századi magyar historiográfia és a 20. századi magyar egyetemtörténet. Kutatásainak súlypontjai: a Horthy-korszak története, a magyar kulturális politika története a 20. században, Klebelsberg Kuno és Hóman Bálint (illetve a magyar kulturális politika szempontjából fontos személyiségek) életútja, a két világháború közötti magyar egyetemtörténet és a magyar történettudomány a két világháború között. 
Számos történettudományi szakfolyóirat szerkesztőbizottságának tagja: Lymbus, Ungarn-Jahrbuch, Rubicon, Nemzeti Évfordulók, Central European Papers.

## Főbb művei
- Tudományszervezés – történetkutatás – forráskritika. Klebelsberg Kuno és a Bécsi Magyar Történeti Intézet, Győr, Győr-Moson-Sopron Megye Győri Levéltára, 1996
- Wiener Impressionen. Auf den Spuren ungarischer Geschichte in Wien. A magyar történelem nyomában Bécsben, Wien, Verlag Wien, 2002
- A harmincharmadik nemzedék. Politika, kultúra és történettudomány a „neobarokk társadalomban”, Budapest, Ráció Kiadó, 2010
- Kulturális hídfőállások: A külföldi intézetek, tanszékek és lektorátusok szerepe a magyar kulturális külpolitika történetében, I.: Az I. világháború előtti időszak és a berlini mintaintézetek,  Budapest, Ráció Kiadó, 2013
- „Egy európai formátumú államférfi”: Klebelsberg Kuno (1875–1932), Budapest–Pécs, Virágmandula Kft.–Kronosz Kiadó, 2014
- Kulturális hídfőállások. A külföldi intézetek, tanszékek és lektorátusok szerepe a magyar kulturális külpolitika történetében, II.: Bécs és a magyar kulturális külpolitika, Budapest, Ráció, 2017
- A szuezi válság és Magyarország, 1956. Tanulmányok; szerk. Ujváry Gábor; Veritas Történetkutató Intézet–Magyar Napló, Budapest, 2017 (Veritas füzetek)
- "Magyarország Bécsben". Művelődéstörténeti útikönyv; közrem. Páll Csilla; Árgyélus, Budapest, 2018
- Hóman Bálint és népbírósági pere, szerk. Ujváry Gábor, Budapest, Ráció – Városi Levéltár és Kutatóintézet, Budapest – Székesfehérvár, 2019
- "Hűség városa, légy hű őre önmagadnak". Nyugat-Magyarország 1918–1921 közötti sorsa és a soproni népszavazáshoz vezető út; MNL Győr-Moson-Sopron Megye Soproni Levéltára, Sopron, 2021
- "Tiportatunk, de el nem veszünk". Trianon 100 tanulmánykötet; szerk. Ujváry Gábor; Lórántffy Zsuzsanna Nőegylet–Veritas Történetkutató Intézet és Levéltár, Budapest, 2021
- Antiszemita zsidómentők? Hóman Bálint, Zsindely Ferenc, Makkai János, Mester Miklós és Kemény Gábor 1944-es szerepének előzményei; Veritas Történetkutató Intézet és Levéltár–Magyar Napló, Budapest, 2024 (Veritas füzetek)

### MTMT-publikációk
Magyar Tudományos Művek Tára – Ujváry Gábor adatlapja.

## Díjak, kitüntetések
- 1999: Miniszteri elismerés (Nemzeti Kulturális Örökség Minisztériuma)
- 2004: Balassi Bálint Emlékérem (Nemzeti Kulturális Örökség Minisztériuma)
- 2005: címzetes egyetemi docensi cím (ELTE)
- 2011: a Bethlen Gábor Alapítvány Teleki Pál Érdemérme
- 2013: Szent-Györgyi Albert-díj (Emberi Erőforrások Minisztériuma)
- 2016: Közép-Európa kutatásáért Díj, szenior fokozat
- 2017: Magyar Érdemrend Lovagkeresztje, polgári tagozat